# Corey Lewis
Corey Sutherland Lewis (también conocido como Rey o The Rey) es un creador cómics estadounidense. Es principalmente conocido como el creador de Sharknife, publicado por Oni Press. Otros de sus trabajos incluyen PENG! para Oni, y proporcionar tiras cómicas de respaldo para los cómics estadounidenses sobre Darkstalkers y Street Fighter para UDON. Rey también tuvo un breve stint como el artista y escritor del cómic estadounidense sobre Rival Schools. Contribuyó con una historia corta en el cómic Avatar: The Last Airbender - The Lost Stories publicado por Dark Horse Comics. Él creó una serie de fanzines autopublicados que más tarde fueron publicados por Image Comics como la antología Sun Bakery. Rey recientemente inició Coastalvania, donde vende cómics y otro merchandising variado hechos por él mismo.
Las obras de Lewis son notables por su combinación de influencias de cultura de juventud globales, incluyendo artes marciales, videojuegos, cómics y caricaturas estadounidenses, anime y manga japoneses, grafiti, hip-hop, e indie rock. Su trabajo ha sido comparado al de Bryan Lee O'Malley, y los dos artistas son amigos. El arte de Lewis tiende a ser estilizado y hacer uso de efectos de sonido. Hasta ahora ha trabajado casi exclusivamente en el género de acción. Lewis cita a Paul Pope y Masashi Kishimoto (creador de Naruto) como sus influencias principales en materia de cómics.

### Cómics
- Serie Sharknife
  - Sharknife Vol.1 (2005)
  - Sharknife Brunchtime Bash (número para Free Comic Book Day) (2005)
  - Sharknife Stage First (reimpresión de Vol. 1) (2006)
  - Sharknife Double Z (2012)[3]
- Sharknife: Fight Machine (2019)
- PENG! one-shot (2005, reimpreso en PENG! 2020)
- Rival Schools #1 & #2 (2006)
- Marvel Strange Tales MAX "Longshot!" #3 (2009)
- Game Changer (2015)
- Sun Bakery (2017)

### Historias cortas
- Koja-Oh: The Story of Koja in Punchthroat Anthology (2003)
- Cheap Shots / Street Fighter Mini / Darkstalkers Mini (2004–2005)
- PINAPL en Popgun (2007)
- Strange Tales MAX #3 - Longshot (2010)
- X-Men: Nation X - Cannonball (2010)
- Avatar: The Last Airbender - The Lost Stories (2011)[4]

### Web comics
- Rival Schools #3 & #4 (2007)
- Dead In the Now (Zuda Comics) (2007 y 2008)
- Seedless (2008@–2010)

### Auto-publicados
- Apollonia No! (2004)
- Appleton (2005)
- Stab Kids (2006)
- Arem
- Bare Knuckle
- Freeze  (también recopilado en el volumen PENG! 2020)
- Extra Sauce (2020–actual)
- PENG! 2020, reimpresión con historias adicionales (2020)

## Otros trabajos
- Diseño de atuendos para la banda MXPX.
- Ilustraciones conceptuales para la compañía de juguetes Hasbro, incluyendo ilustraciones de caja para Transformers.
- Diseños conceptuales para propiedades como Castlevania (mayormente no utilizados).
- Ilustraciones para animación "Mobisode" presentada en la película The Protector (Tom-Yum-Goong) del Tony Jaa, titulada "8-Limbs".
- Escribió una historia corta para el cómic Marvel's Strange Tales Vol. 5 #3 (2009) titulada "The Fortune Full X-Men".